# フリードリヒ・エーベルト財団
フリードリヒ・エーベルト財団（ドイツ語: Friedrich-Ebert-Stiftung e.V.、略称: FES) は、ドイツ連邦共和国の非営利の政治財団。
1925年に設立され、ドイツ初の民主的な選挙により選出されたフリードリヒ・エーベルトに因んで名付けられた。
日本事務所として1967年にフリードリヒ・エーベルト財団東京事務所が開設された。